# John Bracken
Pour les articles homonymes, voir Bracken.

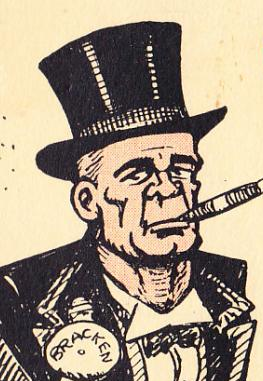
1945.

John Bracken (né le 22 juin 1883 et décédé le 18 mars 1969) était un agronome et homme politique canadien. Il a été Premier ministre du Manitoba de 1922 à 1943 et chef du Parti progressiste-conservateur du Canada de 1942 à 1948.